# Madoka Haji
Madoka Haji (櫨 まどか Haji Madoka?,  nacido el 8 de julio de 1988 en Aichi) es una futbolista japonesa que jugaba como delantero.
Haji jugó 6 veces para la selección femenina de fútbol de Japón.

## Trayectoria

### Clubes
| Club                  | País  | Año         |
| --------------------- | ----- | ----------- |
| INAC Kobe Leonessa    | Japón | 2007 - 2011 |
| Iga FC Kunoichi       | Japón | 2012 - 2017 |
| Mynavi Vegalta Sendai | Japón | 2018 -      |

### Selección nacional
| Selección | País  | Año    |
| --------- | ----- | ------ |
| Absoluta  | Japón | 2017 - |

## Estadística de equipo nacional
| Selección femenina de fútbol de Japón | Selección femenina de fútbol de Japón | Selección femenina de fútbol de Japón |
| Año                                   | Partidos                              | Goles                                 |
| ------------------------------------- | ------------------------------------- | ------------------------------------- |
| 2017                                  | 6                                     | 0                                     |
| Total                                 | 6                                     | 0                                     |